# 南靖糖廠事件
南靖糖廠事件是一宗於二二八事件後發生在嘉義南靖糖廠一帶的暴力衝突事件。

## 概略
南靖糖廠離嘉義水上機場約3公里。1947年嘉義三二事件發生後，3月3日傳有民兵要接收南靖糖廠，南靖糖廠乃組織警衛，對內保護廠產，對外號稱處理委員會，且宣稱已由臺籍員工接管，以避免廠外人員藉口劫奪。4日水上區青年民兵隊伍來廠搜查，表達嘉義市區方面處理委員會希望外省人集中市內，廠中臺籍員工唯恐外省員工去後遭害，乃請廠長等十二個外省同仁白天集中宿舍，夜晚則自行返家。
6日午後嘉義方面再度要廠中本省籍員工送外省籍員工到嘉義集中，因天色已晚，是日並未成行。次晨（7日）嘉義經營茶行的商人，照例到南靖糖廠加油，乃順便載四位外省人前去市區，廠方為盡到保護之責，派臺籍青年職員賴耀欽、鍾季友、陳顯宗、邱創仁、蔡啟聰五人武裝護送。由於水上機場有戰事，乃避免過機場，改走柳仔林。不料是日正是羅迪光部隊由紅毛埤沿著八掌溪要撤退到機場時，汽車遇到軍隊攔截，五名臺籍職員全部遭到殺害。遇難者死狀甚慘，除槍傷外亦身中數十刀，親人前往指認屍，幾乎辨認不出。據傳，當軍隊遇到此車，車上外省人士對軍隊說明將被帶往市區集中，軍隊以南靖糖廠的五名臺籍職員的行為是「押解」不是「保護」，加以凌虐後處決。